# Atentado no Aeroporto de Áden em 2020
O atentado no Aeroporto de Áden em 2020 foi um ataque terrorista que ocorreu em 30 de dezembro de 2020, no aeroporto da capital do Iémen. Um avião que transportava membros do recém-formado governo iemenita aterrou no Aeroporto Internacional de Áden, situado no sudoeste do país. Quando os passageiros desembarcaram, várias explosões abalaram o aeroporto e houve um tiroteio, deixando pelo menos 25 pessoas mortas e 110 outras feridas.
Nenhum dos passageiros que estavam a bordo do avião ficou ferido no ataque ao aeroporto, e os membros do gabinete iemenita foram rapidamente transportados para o Palácio Mashiq por segurança. O palácio foi mais tarde também referido como tendo sido alvo de um ataque.
O ministro da informação do Iémen culpou inicialmente os Houthis pelo ataque, mas o grupo negou responsabilidades. Outra explosão foi mais tarde ouvida em torno do Palácio Mashiq, o palácio presidencial em Aden, onde o recém-formado gabinete iemenita foi movido após o ataque no aeroporto.